# Johanna Thelott
Jacobina Johanna Thelott, död efter år 1728, var en svensk grafiker verksam i början av 1700-talet.
Hon var troligen gift med Hans Philip Thelott. De personliga uppgifterna om Johanna Thelott är knapphändiga men man vet att hon 1728 får ärva Britta Orre och i handlingarna framgår det att hon skall vara Orres syskonbarns dotter och änka efter Hans Philip Thelott. Då man inte vet hennes flicknamn kan man inte spåra släktskapet bakåt. 
Som grafiker utförde hon ett överstycke till Henrik Keysers tryckta bibel 1709. 